# Liga de Luxemburgo de balonmano
La Sales Lentz League es la primera división de balonmano de Luxemburgo, que fue fundada en 1936.

## Palmarés
- 1937 : HB Eschois Fola
- 1938 : HB Eschois Fola (2)
- 1940 : HB Eschois Fola (3)
- 1942 : HBC Schifflange
- 1944 : HB Eschois Fola (4)
- 1946 : HB Eschois Fola (5)
- 1948 : HC La Fraternelle Esch
- 1950 : HB Eschois Fola (6)
- 1952 : HB Eschois Fola (7)
- 1953 : HB Eschois Fola (8)
- 1954 : HB Eschois Fola (9)
- 1955 : Red Boys Differdange
- 1956 : CA Dudelange
- 1957 : CA Dudelange (2)
- 1958 : Red Boys Differdange (2)
- 1959 : CA Dudelange (3)
- 1960 : HB Eschois Fola (10)
- 1961 : HB Eschois Fola (11)
- 1962 : HB Dudelange
- 1963 : HB Eschois Fola (12)
- 1964 : HB Dudelange (2)
- 1965 : HB Dudelange (3)
- 1966 : HB Dudelange (4)
- 1967 : HB Dudelange (5)
- 1968 : HB Dudelange (6)
- 1969 : HB Dudelange (7)
- 1970 : HB Dudelange (8)
- 1971 : HB Dudelange (9)
- 1972 : HB Dudelange (10)
- 1973 : HB Dudelange (11)
- 1974 : HB Eschois Fola (13)
- 1975 : HB Eschois Fola (14)
- 1976 : HB Dudelange (12)
- 1977 : HB Dudelange (13)
- 1978 : HB Eschois Fola (15)
- 1979 : HB Eschois Fola (16)
- 1980 : HB Dudelange (14)
- 1981 : HB Dudelange (15)
- 1982 : HBC Schifflange (2)
- 1983 : HB Eschois Fola (17)
- 1984 : HB Dudelange (16)
- 1985 : HB Dudelange (17)
- 1986 : HB Dudelange (18)
- 1987 : HB Eschois Fola (18)
- 1988 : HB Eschois Fola (19)
- 1989 : HB Eschois Fola (20)
- 1990 : Red Boys Differdange (3)
- 1991 : Red Boys Differdange (4)
- 1992 : HB Dudelange (19)
- 1993 : CHEV Handball Diekirch
- 1994 : HB Echternach
- 1995 : HC Berchem
- 1996 : HC La Fraternelle Esch (2)
- 1997 : Red Boys Differdange (5)
- 1998 : Red Boys Differdange (6)
- 1999 : Red Boys Differdange (7)
- 2000 : HC Berchem (2)
- 2001 : HC Berchem (3)
- 2002 : HB Esch
- 2003 : HB Esch (2)
- 2004 : HB Esch (3)
- 2005 : HC Berchem (4)
- 2006 : HC Berchem (5)
- 2007 : HB Esch (4)
- 2008 : HB Dudelange (20)
- 2009 : HB Dudelange (21)
- 2010 : HB Esch (5)
- 2011 : HC Berchem (6)
- 2012 : HB Dudelange (22)
- 2013 : HB Esch (6)
- 2014 : Handball Käerjeng
- 2015 : HB Dudelange (23)
- 2016 : Red Boys Differdange (8)
- 2017 : HB Esch (7)
- 2018 : Handball Käerjeng (2)
- 2019 : HB Esch (8)

## Palmarés por equipo
|    | Club                   | Títulos | Años |
| -- | ---------------------- | ------- | --- |
| 1. | HB Dudelange           | 23      | 1962, 1964, 1965, 1966, 1967, 1968, 1969, 1970, 1971, 1972, 1973, 1976, 1977, 1980, 1981, 1984, 1985, 1986, 1992, 2008, 2009, 2012, 2015 |
| 2. | HB Eschois Fola        | 20      | 1937, 1938, 1940, 1944, 1946, 1950, 1952, 1953, 1954, 1960, 1961, 1963, 1974, 1975, 1978, 1979, 1983, 1987, 1988, 1989                   |
| 3. | Red Boys Differdange   | 8       | 1955, 1958, 1990, 1991, 1997, 1998, 1999, 2016                                                                                           |
| 4. | HB Esch                | 8       | 2002, 2003, 2004, 2007, 2010, 2013, 2017, 2019                                                                                           |
| 5. | HC Berchem             | 6       | 1995, 2000, 2001, 2005, 2006, 2011 |
| 6. | CA Dudelange           | 3       | 1956, 1957, 1959 |
| 7. | HBC Schifflange        | 2       | 1942, 1982 |
|    | HC La Fraternelle Esch | 2       | 1948, 1996 |
|    | Handball Käerjeng      | 2       | 2014, 2018 |
| 9. | CHEV Handball Diekirch | 1       | 1993 |
|    | HB Echternach          | 1       | 1994 |